# Frauensteiner Schutzmantelmadonna

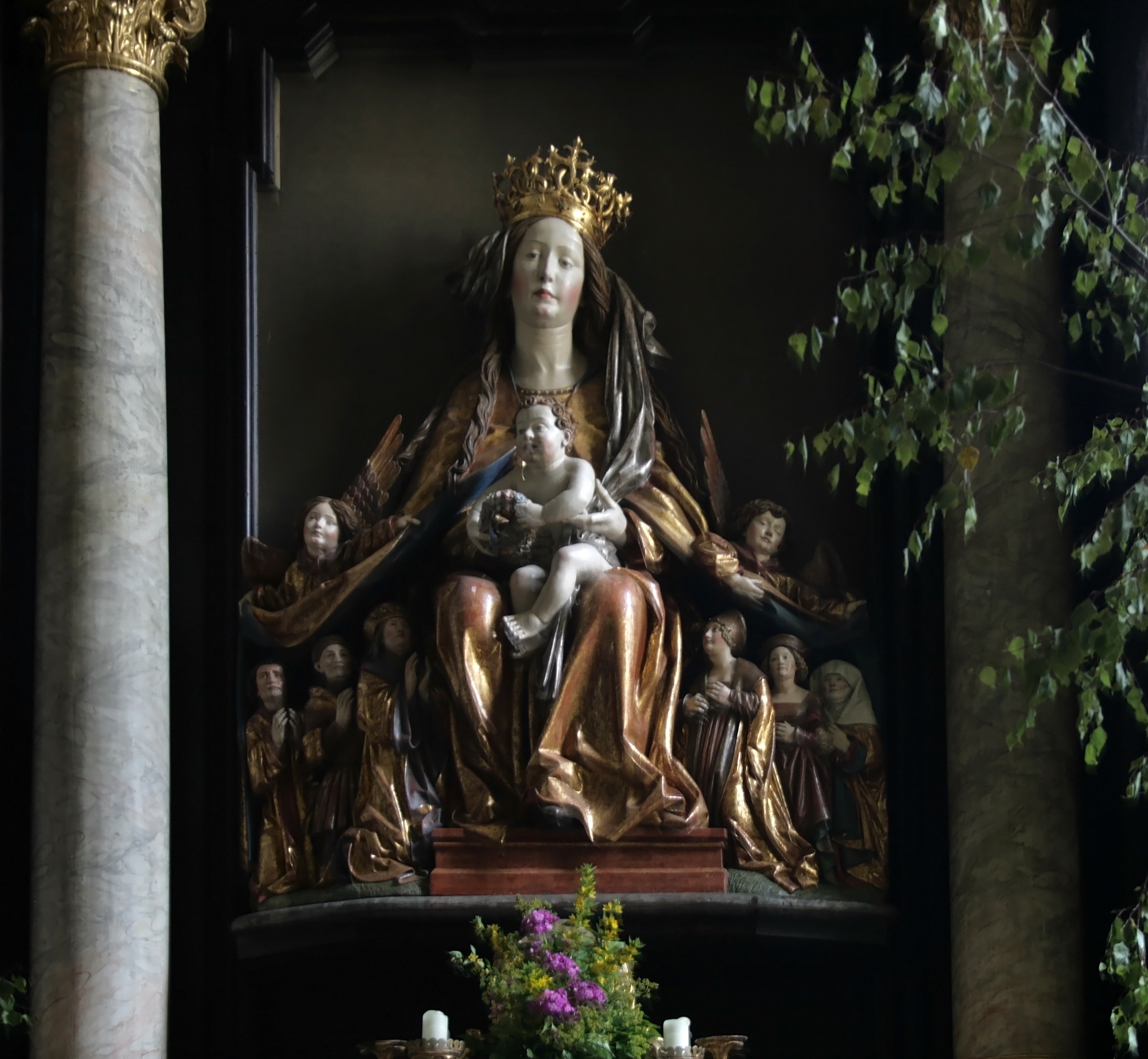
Schutzmantelmadonna mit dem Bildnis Kaiser Maximilians I.

Die Frauensteiner Schutzmantelmadonna von nach 1510 ist ein Werk Gregor Erharts. Sie befindet sich am Hochaltar der Wallfahrtskirche Frauenstein in Molln.

## Beschreibung und Deutung
Die Figur ist eine aus Lindenholz geschnitzte, erhöht sitzende spätgotische Schutzmantelmadonna mit Kind und zwei Engeln. Letztere halten den Mantel, unter dem weitere sechs Figuren knien. Madonna und Kind sind, wie bei solchen Darstellungen üblich, im Vergleich zu ihrem Umfeld übergroß dargestellt. Sie trägt eine Krone aus filigranem Laubwerk, ihr Kopf ist zur Seite geneigt und somit etwas aus der Achse gedreht: Im Kind, dem Mittelpunkt der Komposition, treffen sich eine senkrechte Achse von der Krone bis zur Fußspitze und eine waagrechte von Engel zu Engel. Das Kind hält einen Kranz aus Rosen. Die deutlich erkennbare Dreieckskomposition verweist bereits auf die Renaissance. Die Maße sind: 195 cm Höhe, 150 cm Breite und 60 cm Tiefe. Die Personen unter dem Mantel knien auf einer Rasenbank. Es sind drei Männer (links) und drei Frauen (rechts). Die Männer halten die Hände zum Gebet erhoben und die Frauen die ihren vor die Brust.
Der vom Jesuskind gehaltene Kranz aus Rosen ist vermutlich ein Bezug zum Rosenkranzgebet. Unter dem Mantel zu erkennen sind Kaiser Maximilian I. (dritter von links) und dahinter einer seiner „Minister“, Ritter Florian Waldauf. Auf der rechten Seite vermutlich Maximilians zweite Gemahlin Bianca Maria Sforza und dahinter die Frau Florian Waldaufs Barbara Mittenhofer. Die beiden äußeren Figuren sind wohl typisiert und vielleicht nur wegen der Dreizahl in die Komposition aufgenommen.

## Geschichte

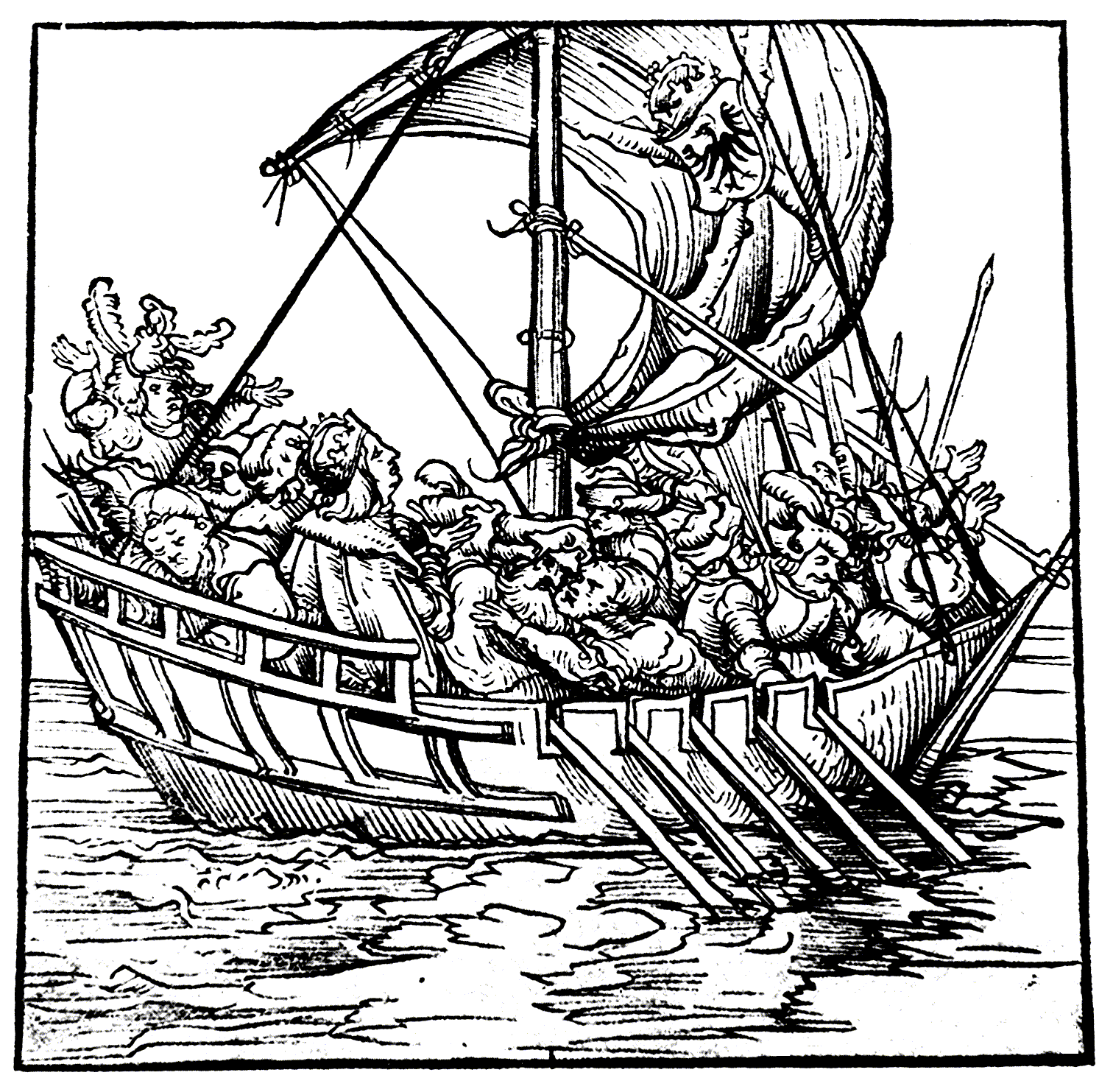
Maximilian und Waldauf (linke Bildhälfte) geraten in Seenot. Holzschnitt von Hans Burgkmair dem Älteren

Nach einem Bericht des Ritters Waldauf gerieten er, der damalige römisch-deutsche König Maximilian I. sowie „viel Volk“ und Gefangene am Dreikönigstag 1489 in der holländischen Zuidersee in Seenot. In Sturm und Nebel schlugen Eisschollen das Schiff leck und die verzweifelten Passagiere riefen die Gottesmutter Maria an. Tatsächlich soll sich daraufhin der Nebel gelichtet haben und das rettende Ufer konnte erreicht werden. Waldauf stiftete einen „Schatz“ und eine Madonna in Hall bei Innsbruck, Maximilian I. die Schutzmantelmadonna in Frauenstein.
Die wahrscheinliche Stiftung Maximilians war zuerst eine Votivgabe unter vielen. Eine erste Erwähnung stammt aus dem Jahr 1894: Der Klauser Pfarrvikar Eberhard Bauer berichtet in seiner Arbeit „Vergißmeinnicht von Frauenstein“: Ferner eine sehr alte Skulptur aus Holz, leider schon vom Wurm stark mitgenommen, 1,5 m breit, 1,95 m hoch, an der Nordwand neben dem Hochaltar, ruhend auf zwei etwa von den alten abgebrochenen Seitenaltären entnommenen Holzkonsolen. Die gekrönte Mutter, in sitzender Stellung, auf dem Schoß das Jesuskindlein, in zarten Händchen ein Kränzlein von Rosen. Weiter berichtet Bauer, dass die Madonna im Zuge einer 1886 begonnenen Renovierung der Kirche von der Sakristei an die Nordwand neben dem Altar gelangt sei. 1918 wurde die Statue gegen Wurm imprägniert und die zahlreichen Bohrlöcher und schadhaften Stellen verkittet.  Der Kunsthistoriker Gustav Gugenbauer stellte 1925 fest, dass es sich wegen des Fehlens von Geistlichen unter dem Schutzmantel um eine weltliche Stiftung handeln müsse und identifizierte die Figur des Kaisers Maximilian. Anhand der Detailaufnahmen Gugenbauers schrieb der Münchener Kunsthistoriker Karl Feuchtmayr wenig später die Madonna erstmals Gregor Erhart zu. Einer breiten Öffentlichkeit bekannt machte sie schließlich der Schlierbacher Fachlehrer Josef Kurz. Mit Unterstützung des Diözesankunstreferenten Josef Fließner fotografierte er von 1935 bis 1937 die Statue und trug umfangreiche Hintergrundinformationen zusammen. Mit dem angefertigten Bildmaterial hielt er in Oberösterreich 18 Lichtbildvorträge. 1937/38 wurde die Statue in den Werkstätten des Kunsthistorischen Museums Wien umfassend restauriert. Dazu gehörte als Maßnahme gegen den Holzwurmbefall eine Blausäurevergasung, außerdem entfernte man die barocke Farbfassung (weiß für den Schleier, blauweiß für die Engelsflügel) und legte die früheren Farben frei. Anschließend zeigte sie das Museum in der Ausstellung Altdeutsche Kunst im Donauland. Die letzte Instandsetzung geschah im Jahr 1967, seit damals nimmt die Statue ihren heutigen Platz am Hochaltar ein.